# Dryopteris × daliensis
Dryopteris × daliensis là một loài dương xỉ trong họ Dryopteridaceae. Loài này được Z.R. Wang mô tả khoa học đầu tiên năm 1985.